# أحمد خليفه
أحمد خليفه (2 أكتوبر 1977-) هو لاعب كرة قدم قطري سابق.

## مسيرته
و قد كان يلعب مع نادي السد القطري ونادي القادسية الكويتي ونادي الوكرة، لعب مع منتخب قطر لكرة القدم.

## كأس الخليج 2002
و قد سجل هدف في مرمى منتخب السعودية لكرة القدم.